# Conrado II de Merania
Conrado II (muerto el 8 de octubre de 1182) fue el duque de Merania (o Dalmacia) desde 1159 hasta su muerte. Se convirtió en conde de Dachau (como Conrado III) en 1172.
Conrado fue el único hijo de Conrado I de Merania, y Matilde de Falkenstein. Era solo un niño cuando su padre murió y heredó Merania. Cuando alcanzó la mayoría de edad, recibió Dachau de su tío Arnoldo. Los documentos contemporáneos lo llaman dux de Dachawe o Dachau. Murió sin descendencia y fue enterrado en Scheyern junto a su padre, abuelo y bisabuelo. Merania pasó a la Casa de Andechs.